# Gymnelia scitillans
Gymnelia scitillans är en fjärilsart som beskrevs av Herrich-Schäffer 1854. Gymnelia scitillans ingår i släktet Gymnelia och familjen björnspinnare. Inga underarter finns listade i Catalogue of Life.